# 임해군묘
임해군묘(臨海君墓)는 대한민국 경기도 남양주시 진건읍 송능리에 있는 조선 14대 왕 조선 선조의 서자이자 조선 15대 왕 조선 광해군의 형인 임해군이 안장된 묘소이다.
임해군은 선조와 공빈 김씨 사이에서 난 서자로 성격이 난폭한 것으로 알려져 선조로부터 증오를 받아 세자책봉에서도 제외되었고 동생인 광해군이 즉위하자 자신을 따르는 대신과 함께 명나라에서 왕으로 즉위할 것을 요구한 것이 발단이 되어서 광해군의 어명에 따라 역모죄로 몰려서 전라도 진도에 유배되었다가 다시 강화도 교동으로 유배되어 그 곳에서 죽었다.
임진왜란 당시 왜군의 수장인 가토 기요마사의 군대에 의해 체포되어 포로가 되었다가 풀렸던 적이 있으며 동생인 광해군과는 사이가 나쁜 것으로 알려져서 이 때문에 왕권을 꿈꾸는 것이 광해군에 의해 발각되어서 유배살이를 하던 중 죽게 되었고 죽은 후 교동에 안장되었다가 다시 경기도 양주군 야산의 묘소에 이장되었다.
동생인 광해군묘와 근접해있으며 봉분은 원형으로 되어있고 왕족 예우를 받아 혼유석, 상석, 장대석, 향로석, 망주석, 문인석 등이 갖춰져있다.
현재 문화재청 사릉관리소에서 관리한다.

## 같이 보기
- 임해군
- 조선 광해군